# Hussein Ali
Hussein Ali, né le 1er mars 2002 à Malmö en Suède, est un footballeur international irakien qui évolue au poste d'arrière droit au SC Heerenveen.

## Biographie

### En club
Né à Malmö en Suède, Hussein Ali est formé par le club de sa ville natale, le Malmö FF, mais il ne joue aucun match avec l'équipe première. En août 2019, à 17 ans, il rejoint l'Örebro SK. Il fait ce choix en raison de la forte concurrence à Malmö et en estimant qu'il aurait plus de chances à Örebro. Il joue son premier match en professionnel lors d'une rencontre de championnat face à l'IFK Norrköping, le 21 septembre 2019. Il est titularisé lors de cette rencontre que son équipe perd sur le score de trois buts à zéro.
Le 19 juillet 2022, Hussein Ali rejoint les Pays-Bas pour s'engager en faveur du SC Heerenveen. Le joueur s'engage pour un contrat courant jusqu'en juin 2025.

### En sélection
Il est sélectionné avec l'équipe de Suède des moins de 17 ans pour participer au championnat d'Europe des moins de 17 ans en 2019. Lors de cette compétition organisée en Irlande, il est titulaire au poste d'arrière droit et joue les trois matchs de son équipe, qui est éliminée dès la phase de groupe.
En novembre 2020, Hussein Ali est retenu pour la première fois avec l'équipe de Suède espoirs.
Il est retenu dans la liste des vingt-six joueurs irakiens sélectionnés par Jesús Casas pour disputer la Coupe d'Asie des nations 2023.